# Un ragionevole dubbio
Un ragionevole dubbio (Reasonable Doubt) è un film del 2014 diretto da Peter Howitt.
Il regista britannico, non riconoscendosi nel montaggio finale, ha firmato questo film con lo pseudonimo Peter P. Croudins.

## Trama
Chicago. Mitch Brockden è un giovane assistente procuratore distrettuale, cresciuto in un quartiere difficile e lanciato verso una brillante carriera. È felicemente sposato e da poco diventato padre di Ella. Per questo motivo, decide di festeggiare con i suoi amici passando una serata al bar a bere qualcosa. Rimontando in macchina quasi ubriaco, Mitch investe accidentalmente un pedone che gli sbuca davanti all'improvviso nel deserto della gelata notte di Chicago. Quando però afferra il proprio cellulare e vede la foto felice della moglie e della figlia, si lascia prendere dall'agitazione, e corre alla vicina cabina telefonica per chiamare i soccorsi, decidendo di abbandonare il pedone investito.
Il giorno dopo Mitch viene a sapere che un meccanico, Clinton Davis, è stato arrestato per l'omicidio di Cecil Akerman, il passante che lui aveva investito; era infatti stato trovato il cadavere dentro al suo furgone. Mitch, spinge per farsi assegnare il caso pur essendo combattuto fra salvare se stesso o l'uomo ingiustamente accusato. In aula va contro i suoi stessi interessi, anche se poi a salvare l'imputato è la prova della telefonata di soccorso. Ad assumersene la responsabilità è Jimmy, il fratellastro sbandato di Mitch, che per proteggerlo si addossa la colpa della telefonata e dell'omesso soccorso. Clinton Davis viene quindi assolto dall'accusa e il caso archiviato come omicidio stradale.
Mitch si accorge però subito dopo di dettagli raccapriccianti su Davis e decide di indagare, anche per riuscire a scagionare suo fratello. Davis aveva subìto un trauma violento in passato, essendo stato costretto ad assistere inerme alla tortura e all'uccisione di moglie e figlia da parte di un detenuto in libertà vigilata. A seguito di questo Mitch scopre infatti che Davis è diventato un serial killer le cui vittime sono tutti pericolosi delinquenti in libertà vigilata (lo stesso Cecil era un molestatore di bambini).
Davis capisce tutto e crede di fermare Mitch minacciandone la famiglia e la carriera. Ma Mitch non desiste e mentre cerca le prove per incastrare Davis, questi cattura il fratello e lo tortura. Precipitatosi a salvarlo, Mitch è incastrato da Davis che ha chiamato la polizia. Jimmy è in coma e l'assistente procuratore viene arrestato e incriminato per l'omicidio di Cecil e il tentato omicidio del fratello. Mentre è in prigione Mitch riceve una chiamata da Davis che gli dice che l'unico modo per uscirne è che venga commesso un altro delitto mentre lui è in carcere. Intuendo che Davis voglia uccidergli la moglie e la figlia, Mitch evade e corre a casa dove arriva giusto in tempo, finendo però preda del serial killer che lo ferisce venendo poi a sua volta colpito mortalmente dalla detective Kanon, accorsa tempestivamente.
Mitch e la sua famiglia sono salvi e ora accolgono il non più impresentabile fratellastro Jimmy, uscito dal coma.

## Produzione
Il budget del film è stato di circa 8 milioni di dollari.
Le riprese del film sono iniziate il 19 novembre 2012 e si sono svolte tra Chicago e la città canadese di Winnipeg.

## Distribuzione
Il primo trailer viene diffuso il 5 dicembre 2013. Il film è stato distribuito nelle sale cinematografiche statunitensi il 17 gennaio 2014.
La pellicola è stata distribuita nelle sale italiane dalla Adler Entertainment.

### Divieto
Il film è stato vietato negli USA ai minori di 17 anni non accompagnati da un adulto per la presenza di violenza e linguaggio non adatto.